# Laguna di Grado
La laguna di Grado è una laguna situata nell'Alto Adriatico, all'interno del territorio del comune di Grado, in Friuli-Venezia Giulia. Estesa su una superficie di circa 90 chilometri quadri e compresa tra Fossalon di Grado fino all'isola di Anfora, all'altezza della foce dei fiumi Ausa e Corno, è divisa in un settore orientale (palù de sora) ed in uno occidentale (palù de soto) dalla diga sulla quale si snoda la strada che collega Grado alla terraferma, mentre ad ovest è collegata all'adiacente laguna di Marano.

## Descrizione

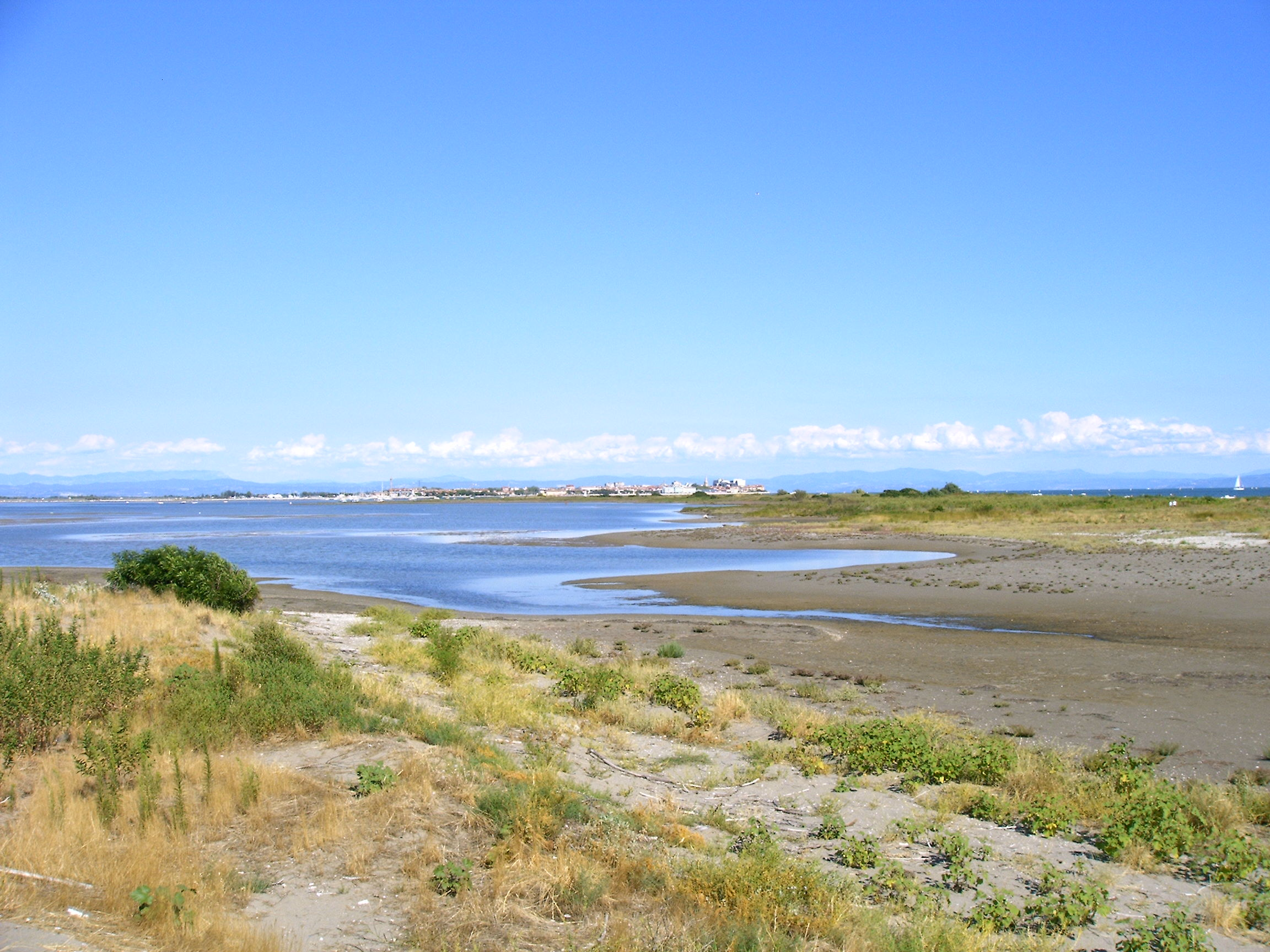
Il banco d'Orio, una striscia di sabbia che separa la laguna di Grado dal mare Adriatico; sullo sfondo Grado

Le origini della laguna sono recenti. Fino al V secolo nell'area prevaleva infatti la terraferma, come testimoniato da numerosi ritrovamenti archeologici, tra i quali la via romana, ora interamente coperta dall'acqua, che collegava Aquileia al suo scalo di Grado. Caratteristica della laguna è la presenza dei casoni, semplici abitazioni con tetto di paglia e porta orientata a occidente utilizzate in passato dai pescatori gradesi.
Dal punto di vista naturalistico, la laguna si presenta ricca di essenze arboree, e in particolare di tamerici, olmi, pioppi, ginepri e pini. La fauna presenta una notevole varietà di volatili, tra i quali gabbiani, garzette, aironi cinerini, germani reali, rondini di mare. Di rilievo l'itticoltura, con la presenza di numerose valli da pesca.
L'imbarcazione tipica degli abitanti della laguna è la batèla, a fondo piatto e manovrata a remi. La batèla, lunga in genere dai 5 ai 10 metri, è condotta da un rematore in piedi a poppa e può essere dotata di un albero. La laguna, che confina a occidente con la laguna di Marano, è attraversata in senso longitudinale dalla idrovia Litoranea Veneta, una via d'acqua che collega Venezia con la foce dell'Isonzo e Trieste.

### Laguna occidentale (palù de soto)

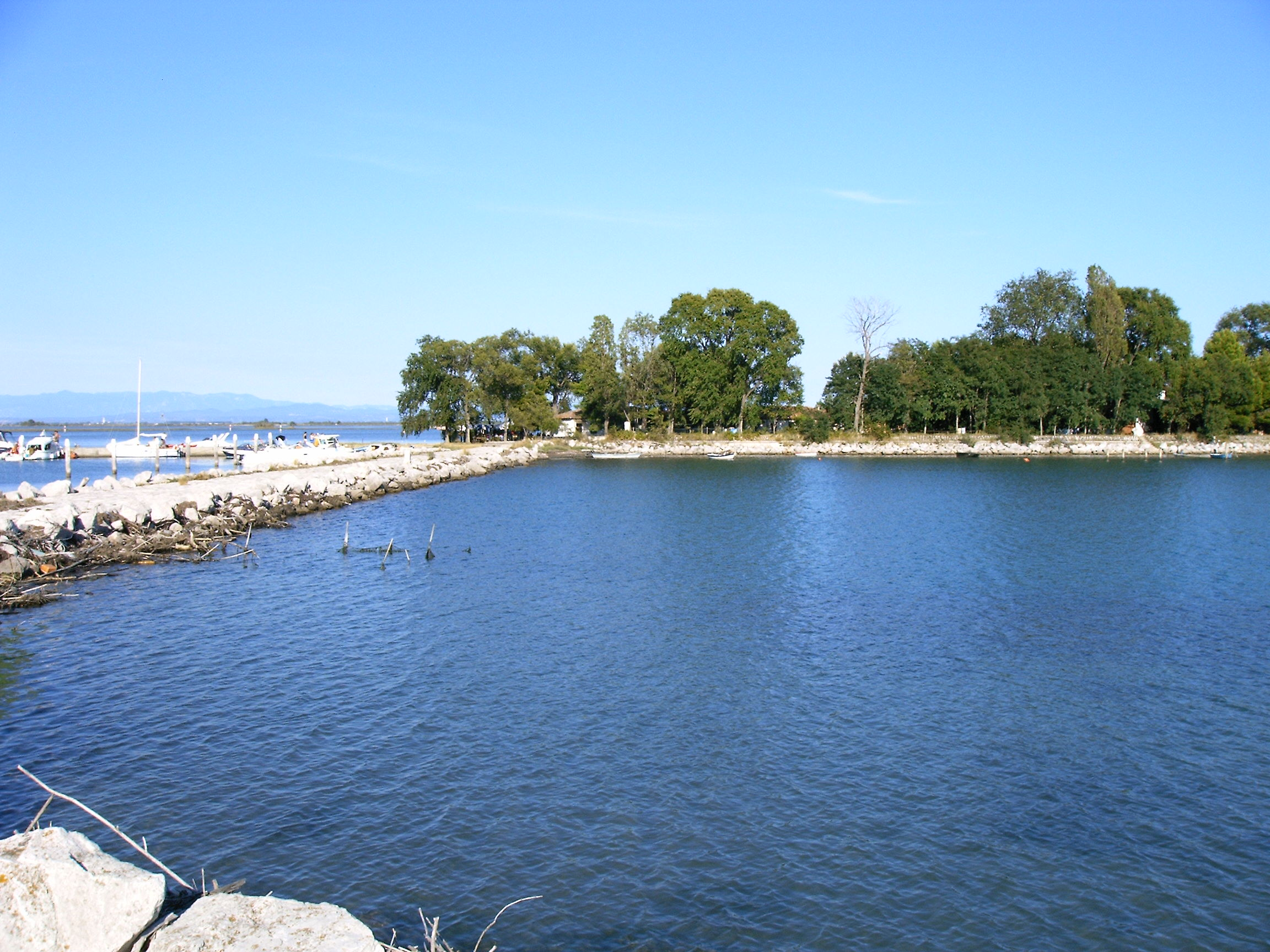
L'isola di Porto Buso

La laguna occidentale (palù de soto) è la più estesa e ricca di isole. Fin dal passato era solcata da vie d'acqua che collegavano Grado al sistema portuale di Aquileia, così come è stato recentemente evidenziato dal ritrovamento di una nave oneraria romana del I secolo d.C.. È attraversata da numerosi canali, lungo i quali sono disposte le isole principali. Tra di esse è possibile ricordare, nei pressi di Grado, la piccola San Pietro d'Orio, che per secoli fu sede di un monastero, Ravaiarina, che oggi è dotata di valli da pesca e strutture ricettive, e Gorgo (già Santi Cosma e Damiano), che in passato ospitò una chiesa e, durante la prima guerra mondiale, una Stazione Idrovolanti della Regia Marina.
Allontanandosi da Grado e dirigendosi verso la laguna di Marano si incontrano, tra le altre, l'isola di Morgo, molto estesa e rinomata in passato per la sua produzione agricola, e l'isola dei Belli, che deve il suo nome alla leggendaria strega Bela che confondeva i naviganti. L'isola più occidentale è Anfora, che acquisì importanza strategica nel 1866, quando segnò il confine tra l'Italia e l'Impero austro-ungarico, che la dotò di una piccola caserma. Oggi ospita il piccolo abitato di Porto Buso.

### Laguna orientale (palù de sora)

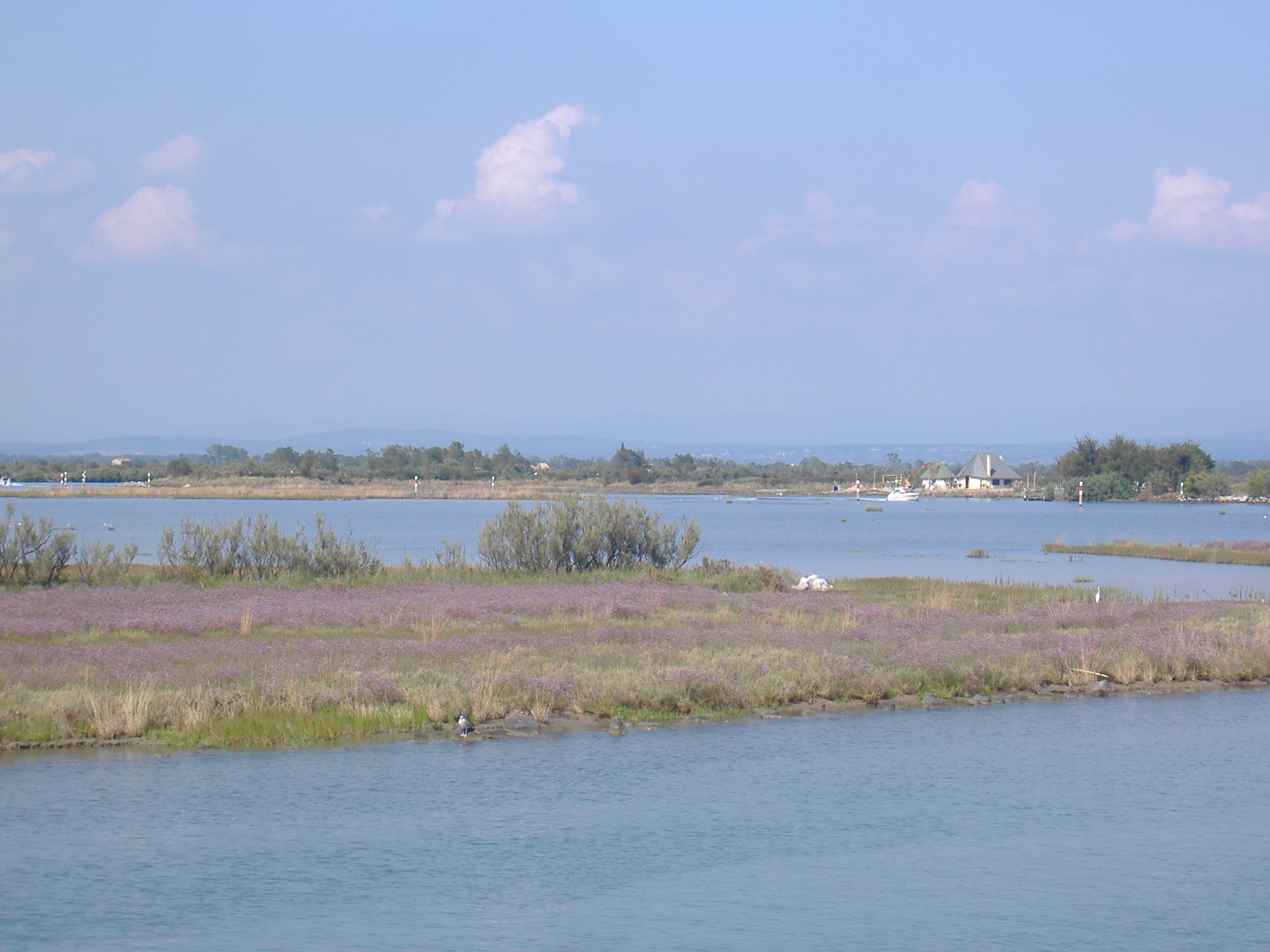
Casoni nella laguna orientale

La laguna orientale (palù de sora) è la più recente e la meno profonda. Dopo la bonifica dell'area del Fossalon, realizzata nella prima metà del secolo scorso, la sua superficie è sostanzialmente dimezzata. Rispetto alla laguna occidentale è meno ricca di isole: tra di esse spicca Barbana, che ospita da circa 1500 anni un antico santuario mariano ed è abitata in modo stabile da una comunità di frati francescani. L'isola è meta ogni anno del "Perdòn di Barbana", un pellegrinaggio che si svolge nella prima domenica di luglio e prevede una processione di barche imbandierate in laguna da Grado a Barbana. Rientra nella laguna orientale anche l'isola della Schiusa, creata recentemente con materiale di riporto e ormai interamente urbanizzata e integrata con Grado, cui è collegata con due ponti.

### Isole
- San Pietro d'Orio
- Ravaiarina
- Gorgo
- Morgo
- Belli
- Anfora
- Barbana
- Schiusa

## Galleria d'immagini

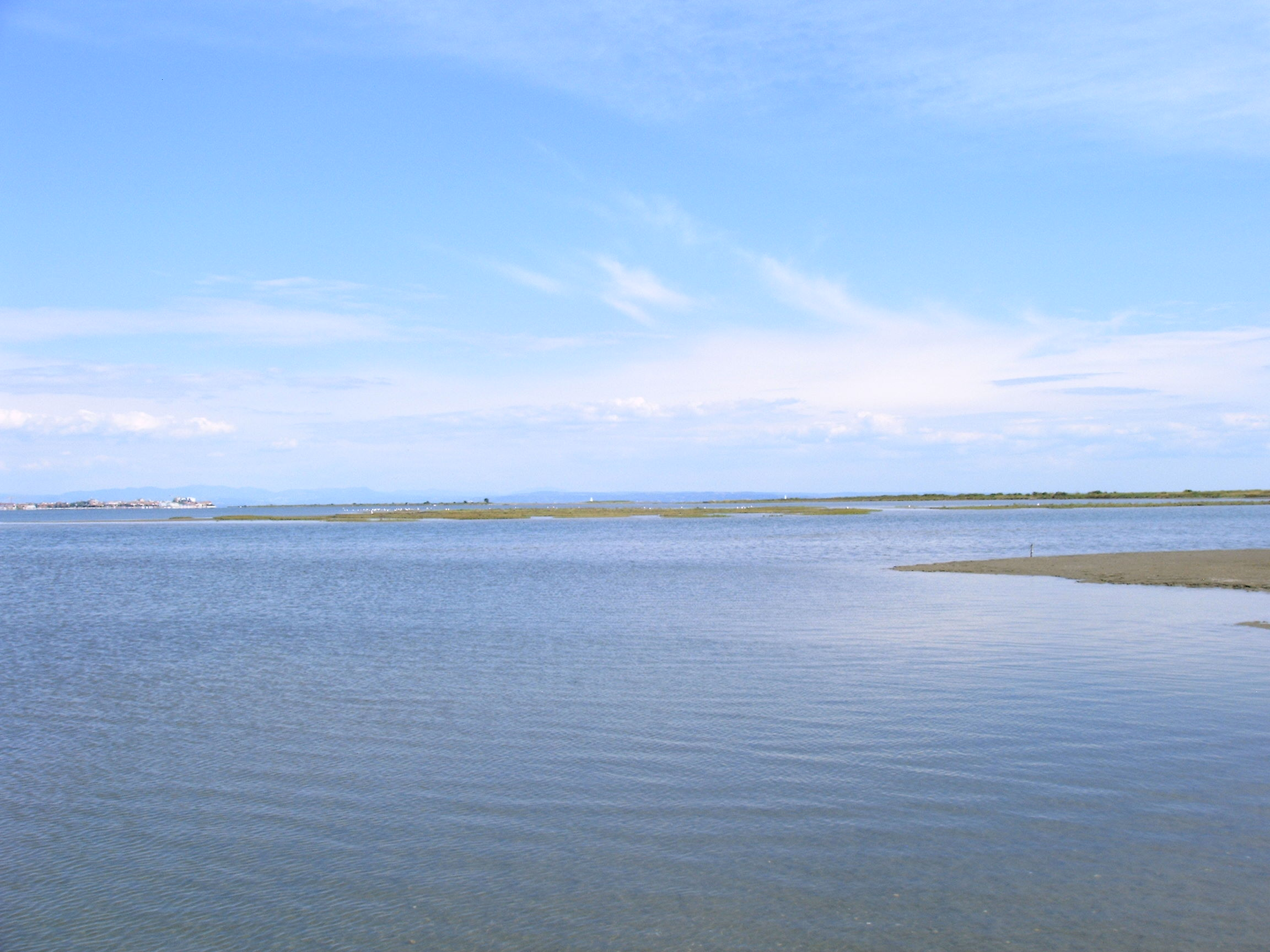
La laguna di Grado
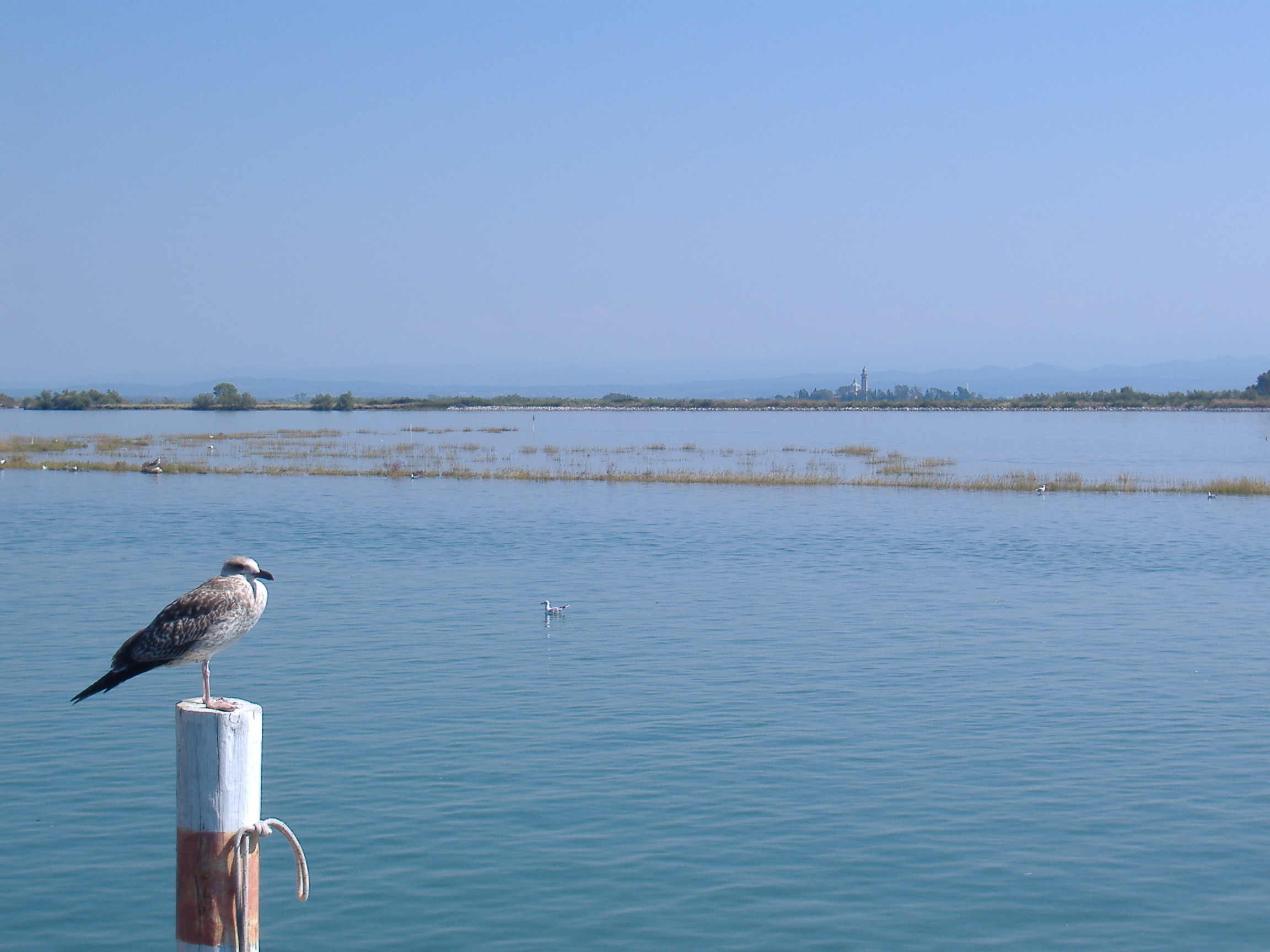
La palù de sora vista dall'isola della Schiusa
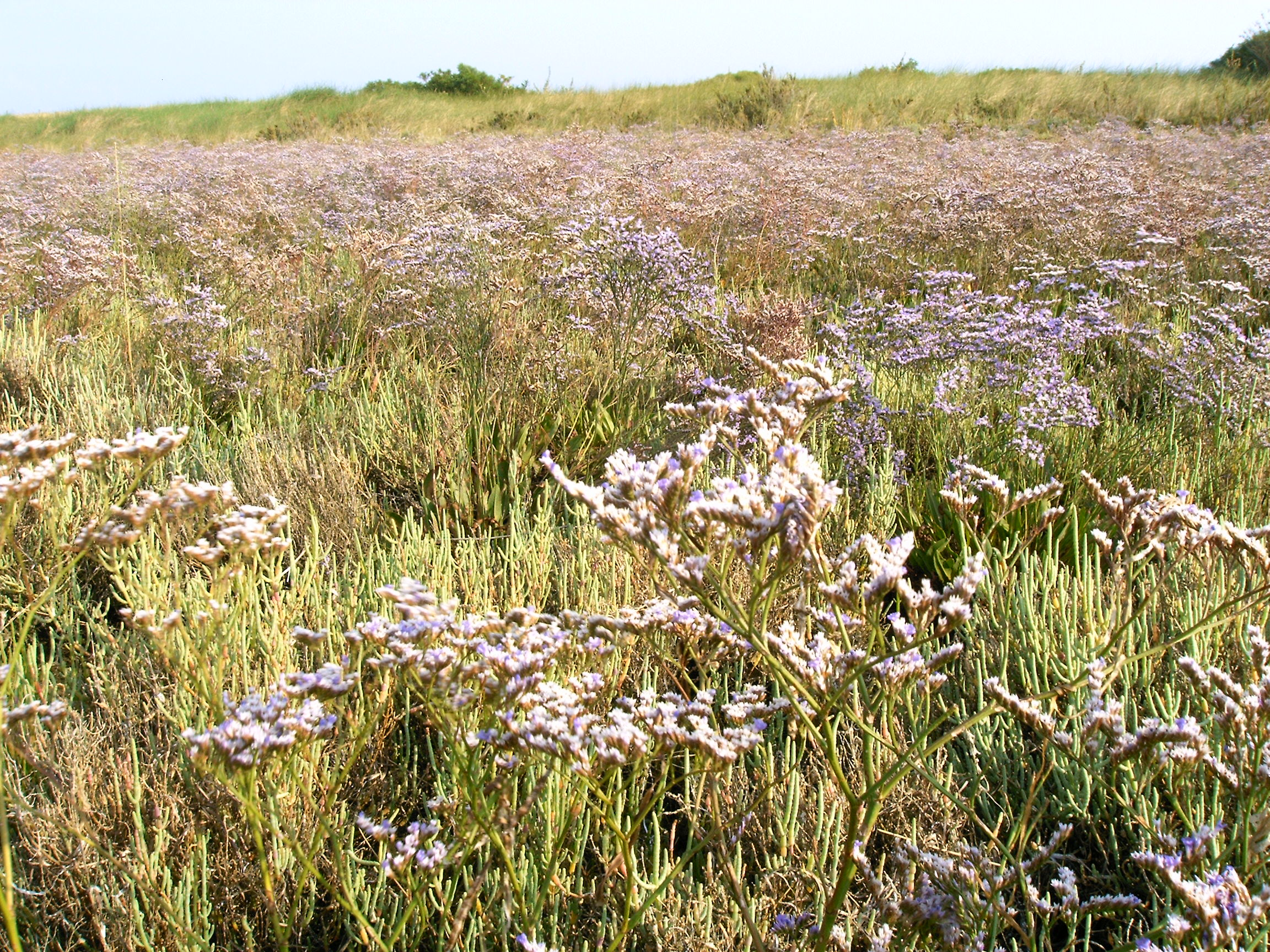
I fiuri de tapo, piante molto diffuse sulle isole della laguna
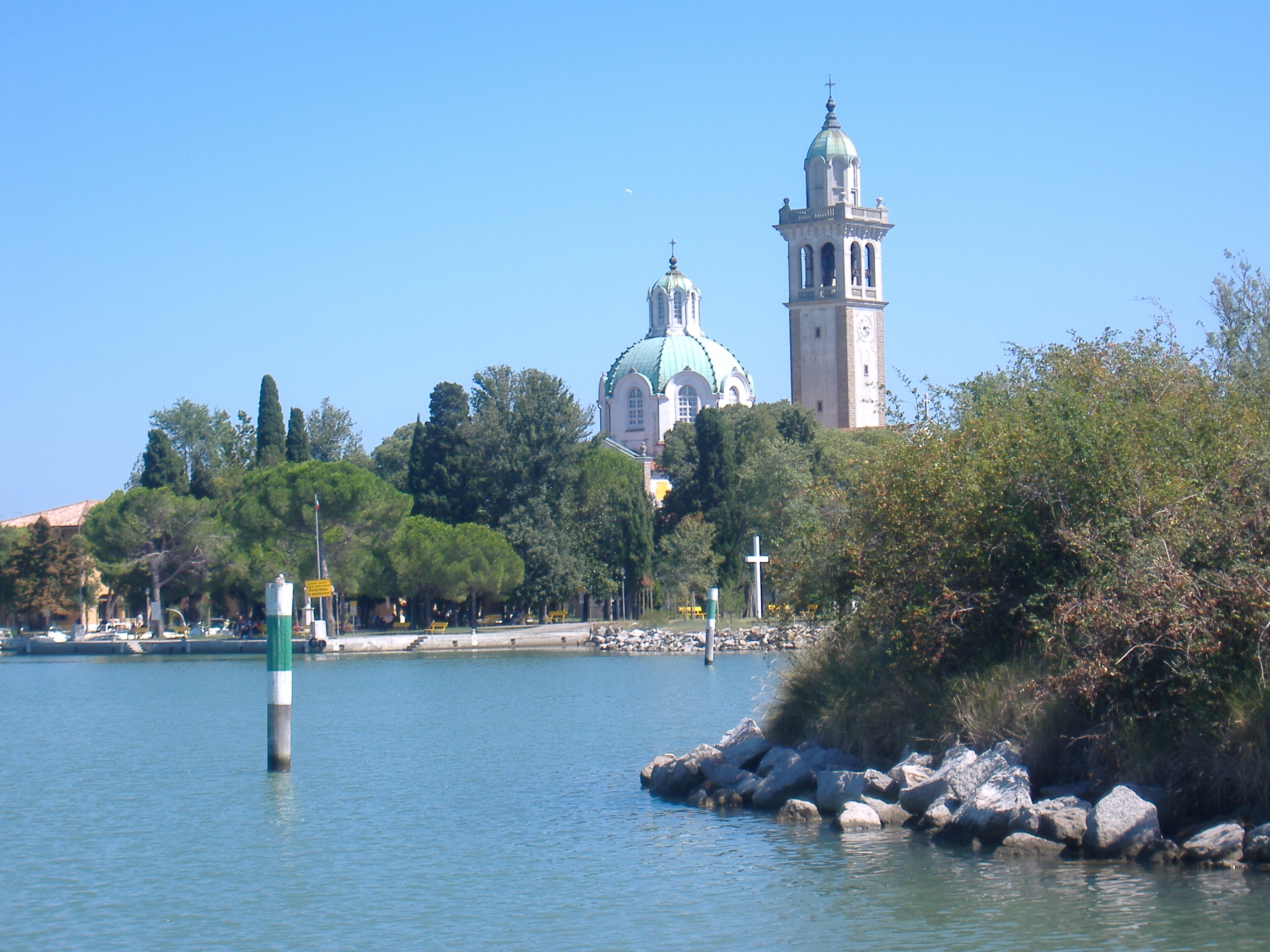
Barbana
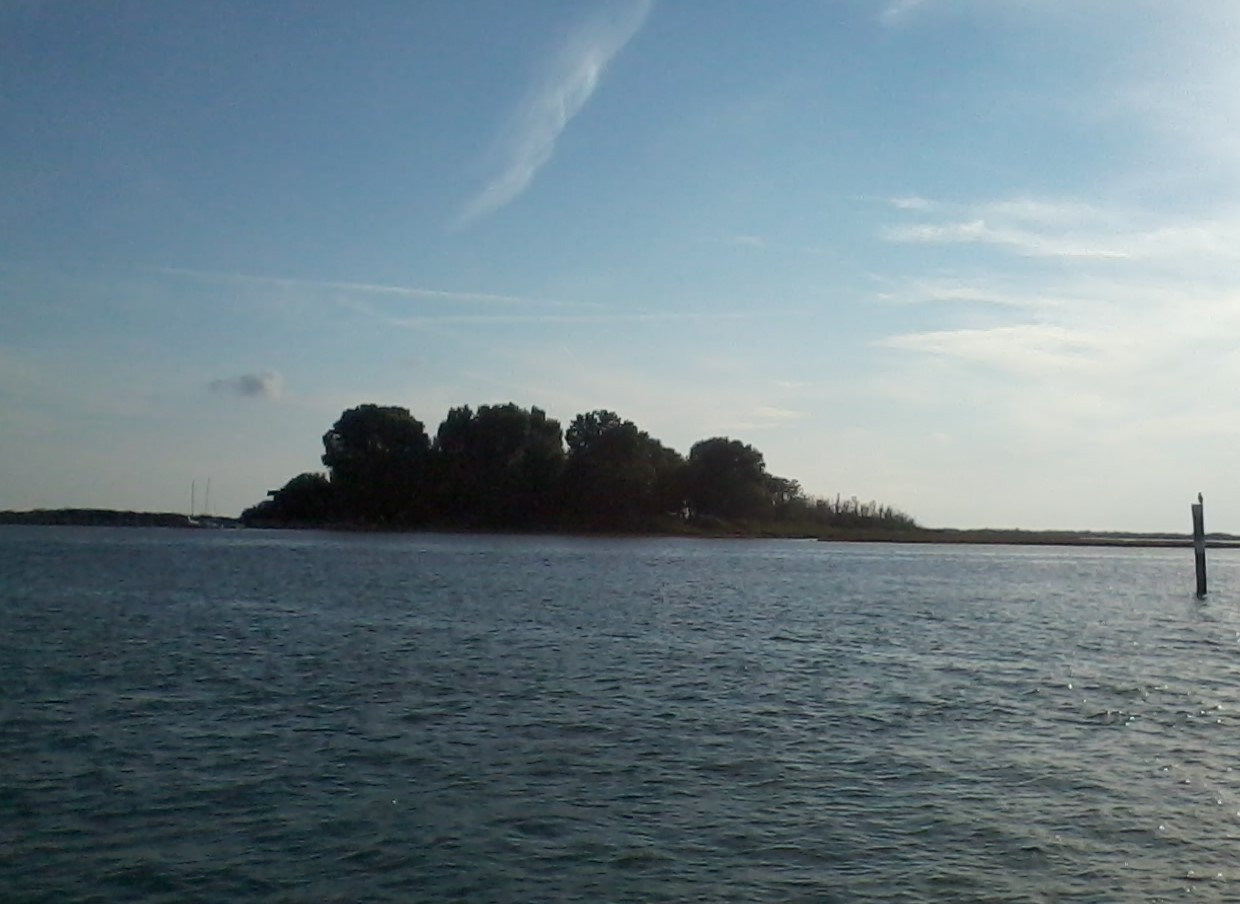
San Pietro d'Orio